# St. Stephanus (Berlingerode)

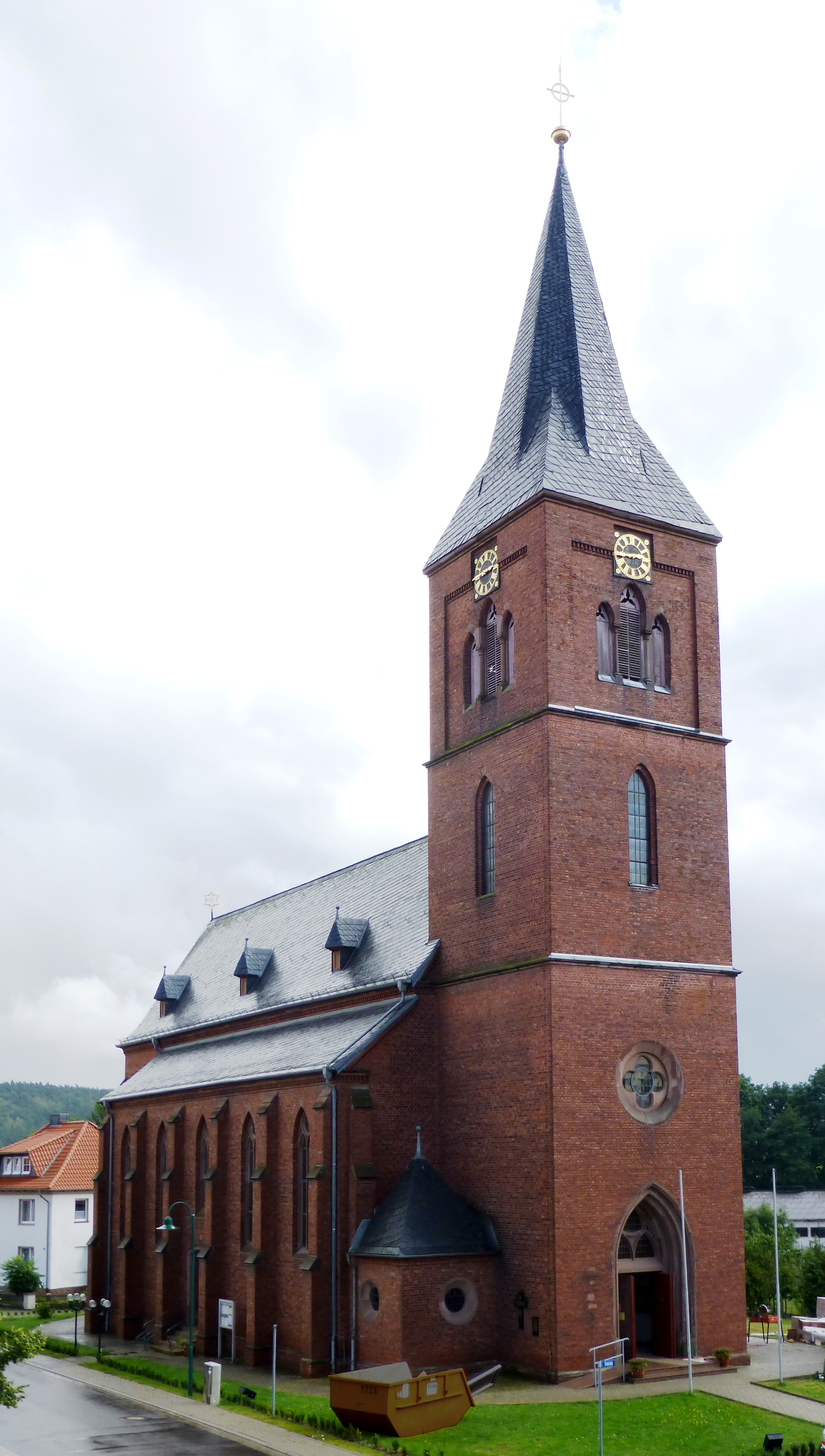
St. Stephanus

Die römisch-katholische Filialkirche St. Stephanus steht in Berlingerode im thüringischen Landkreis Eichsfeld. Sie ist Filialkirche der Pfarrei St. Andreas Teistungen im Dekanat Leinefelde-Worbis des Bistums Erfurt. Sie trägt das Patrozinium des heiligen Stephanus.

## Geschichte
Für die Kirche wurde am 28. April 1896 der Grundstein gelegt. Der Rohbau kostete 55.000 Mark; der Endpreis einschließlich der Altäre betrug 64.711,87 Mark. Jahrelanges Sparen in einem Baufonds ermöglichte den Bau. Am 15. August 1898 weihte Weihbischof Augustinus Gockel aus Paderborn die Kirche. Informationen zum Vorgängerbau sind nicht erhalten.
Das Kirchenschiff wurde im Zeitraum von 1962 bis 1970 nach den Vorgaben des Zweiten Vatikanischen Konzils umgestaltet.

## Architektur

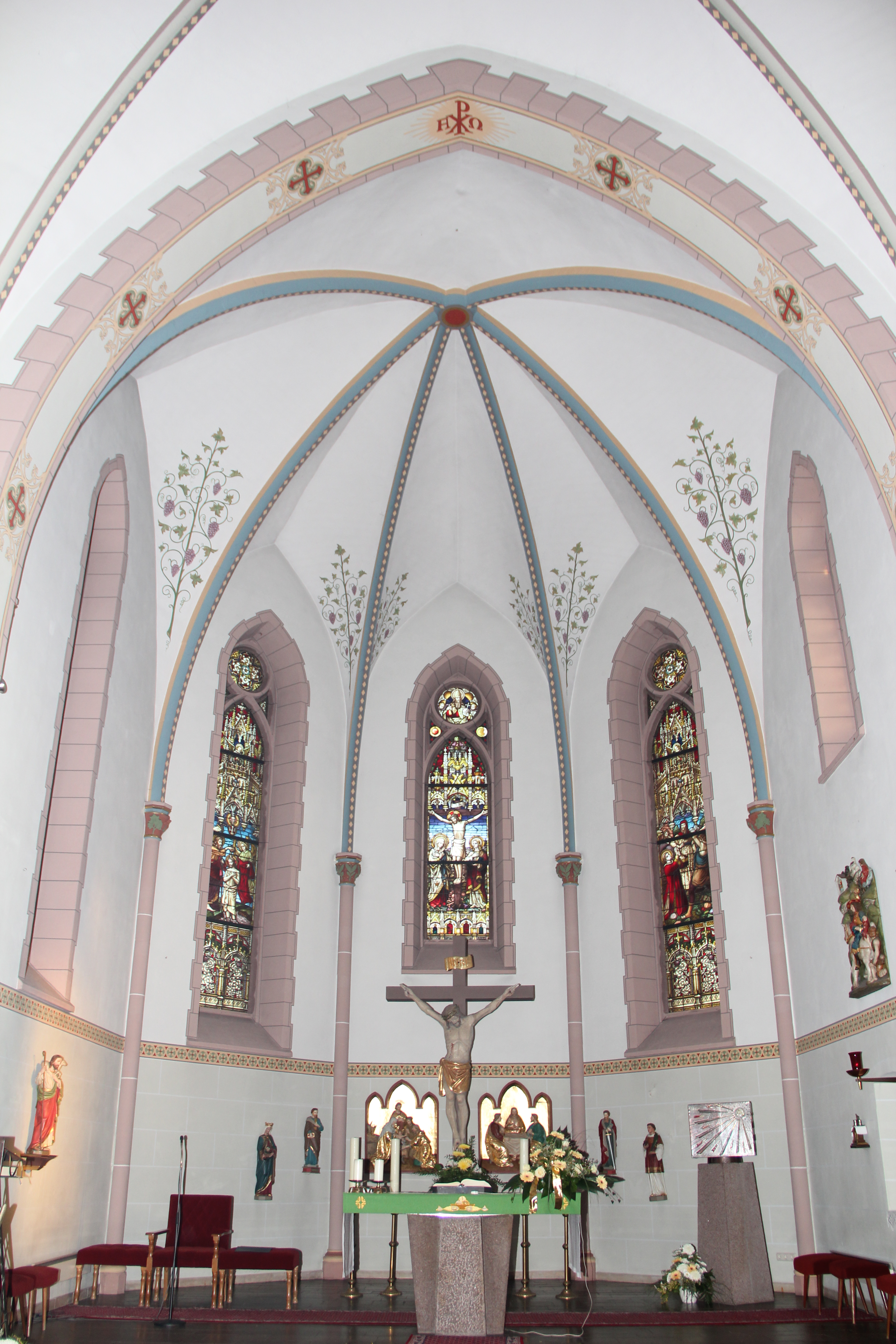
Chorraum

Mit den Stufen in den Dachschrägen erweckt das Äußere den Eindruck einer Pseudobasilika, aber auf den Säulen im Inneren beginnen die Kreuzrippengewölbe des Mittelschiffs in gleicher Höhe wie die Kreuzgratgewölbe der schmalen Seitenschiffe. Mithin ist die Kirche eine Staffelhalle.

### Turm
Der Kirchturm ist nach wie vor Eigentum der politischen Gemeinde, die mit 6.000 Mark den Bau mitfinanzierte. Die fehlende Summe von 10.000 Mark brachte der Kirchenvorstand mittels der Sparkasse Duderstadt auf. Den baufälligen Turm brach die Jugend ab. Der neue Turm bekam seinen jetzigen Standort.

## Ausstattung
Die einstigen Altäre wurden in typischer Schreinergotik von Oppermann aus Duderstadt gefertigt. Der durch die Firma Kruse aus Kreuzebra restaurierte Altar an der Ostwand des Chorraums erinnert mit seinen Heiligenbildern an einen Hochaltar. An den Chorwänden, in den Fenstern und unter den Emporen finden weitere Heiligenfiguren ihren Platz.

## Orgel
Die Orgel wurde 1898 von Louis Krell gebaut. 2018 wurde das Instrument durch Orgelbau Brode aus Heilbad Heiligenstadt restauriert. Sie hat Kegelladen mit 19 Register, verteilt auf zwei Manualen und Pedal. Die Tontraktur ist pneumatisch. Die Disposition lautet wie folgt:
| I Hauptwerk C–f3 |       |
| Bordun           | 16′   |
| Principal        | 8′    |
| Gambe            | 8′    |
| Hohlflöte        | 8′    |
| Oktave           | 4′    |
| Fernflöte        | 4′    |
| Rauschquinte     | 2 ⁄3′ |
| Mixtur III       |       |
| Trompete         | 8′    |

| II Unterwerk C–f3 |    |
| Geigenprincipal   | 8′ |
| Salicional        | 8′ |
| Flöte traverse    | 8′ |
| Rauschgedackt     | 8′ |
| Fugara            | 4′ |
| Clarinette        | 8′ |

| Pedal C–d1 |     |
| Violon     | 16′ |
| Subbaß     | 16′ |
| Octavbaß   | 8′  |
| Posaune    | 16′ |

## Glocken
Die Glocken wurden sowohl im Ersten als auch im Zweiten Weltkrieg eingeschmolzen. Nach dem Krieg erhielt die Kirche drei Stahlglocken von der Firma Schilling aus Apolda.